# Dalhunden
Dalhunden is een gemeente in het Franse departement Bas-Rhin (regio Grand Est). De plaats maakt deel uit van het arrondissement Haguenau-Wissembourg. Dalhunden telde op 1 januari 2022 1.218 inwoners.

## Geografie
De oppervlakte van Dalhunden bedroeg op 1 januari 2022 7,45 vierkante kilometer; de bevolkingsdichtheid was toen 163,5 inwoners per km².

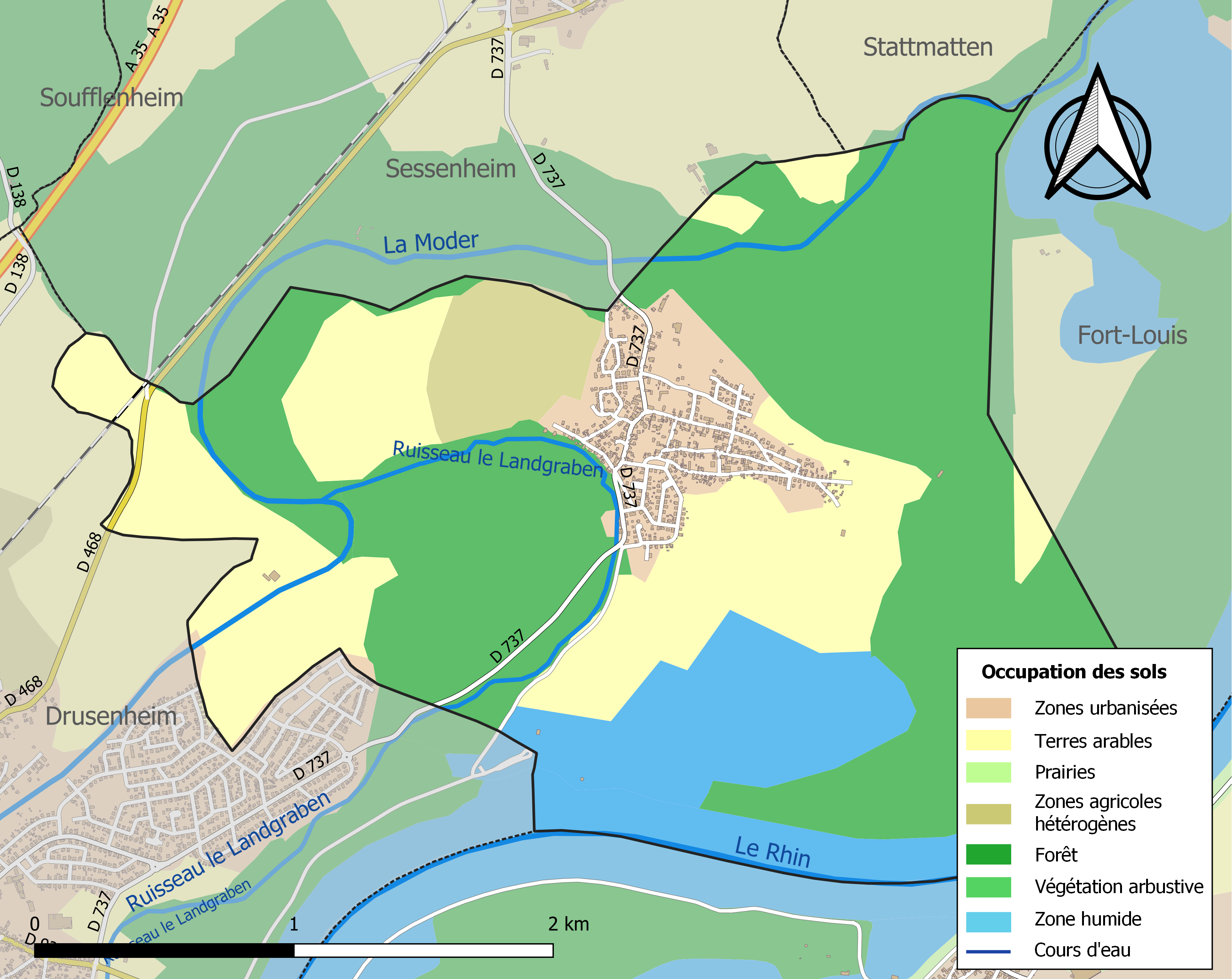
Kaart van de gemeente met de belangrijkste infrastructuur, bodemgebruik en omliggende gemeenten

## Demografie
Onderstaande figuur toont het verloop van het inwonertal (bron: INSEE-tellingen).